# Опасно синьо
„Опасно синьо“ (на английски: Into the Blue) е американски екшън трилър от 2005 г. на режисьора Джон Стокуел, продуциран от Дейвид Зелон, сценарият е на Мат Джонсън, във филма участват Пол Уокър, Джесика Алба, Скот Каан, Ашли Скот, Джош Бролин и Джеймс Фрейн. Премиерата е на 30 септември 2005 г. и е разпространен от Метро-Голдуин-Майер и Кълъмбия Пикчърс.